# イヴァン商人団
イヴァン商人団（イヴァン百人組）（ロシア語: Ивановское сто）とは、中世ルーシのノヴゴロド公国に存在した蝋商人の団体である。イヴァン商人団は当時のノヴゴロドにおける商人組合の中で最も上位に位置した。また、このイヴァン商人団の登場から、ノヴゴロドにおける商人ギルドの歴史が始まるといえる。

## 概要
イヴァン商人団はノヴゴロドの聖イヴァン教会(ru)を守護教会としており、1135年にノヴゴロド公フセヴォロドによって組成された。また、フセヴォロドから諸々の特権を与えられていた。すなわち、各地からノヴゴロドへ来る商船への停泊税の徴収権、商業裁判への参加権、特定の度量衡の管理権、蝋の輸出の際の手数料の徴収の独占権などである。
イヴァン商人団に加入するには、50グリヴナをイヴァン商人団の構成員に、21と1/2グリヴナを聖イヴァン教会に納める必要があった。